# Paideia
Paideia (gr. παιδεία, "opdragelse“, "dannelse“) er et nøglebegreb til forståelsen af den antikke kultur og et centralt værdibegreb. Det betegner ikke kun skoleundervisning for børn, men har som mål at orientere eller vende menneskene mod det værdifulde og skabelsen af gode sæder (arete). Kun ved den rigtige paideia opnår sjælen sin bedste dannelse, form .